# Canal Cockburn
Der Canal Cockburn ist eine Meerenge im Süden Chiles. Er ist die westliche Verlängerung des Canal Magdalena. Der Canal Cockburn trennt die Inseln Isla Clarence und Isla Cap Aracena im Norden von der der Insel Feuerland im Süden.

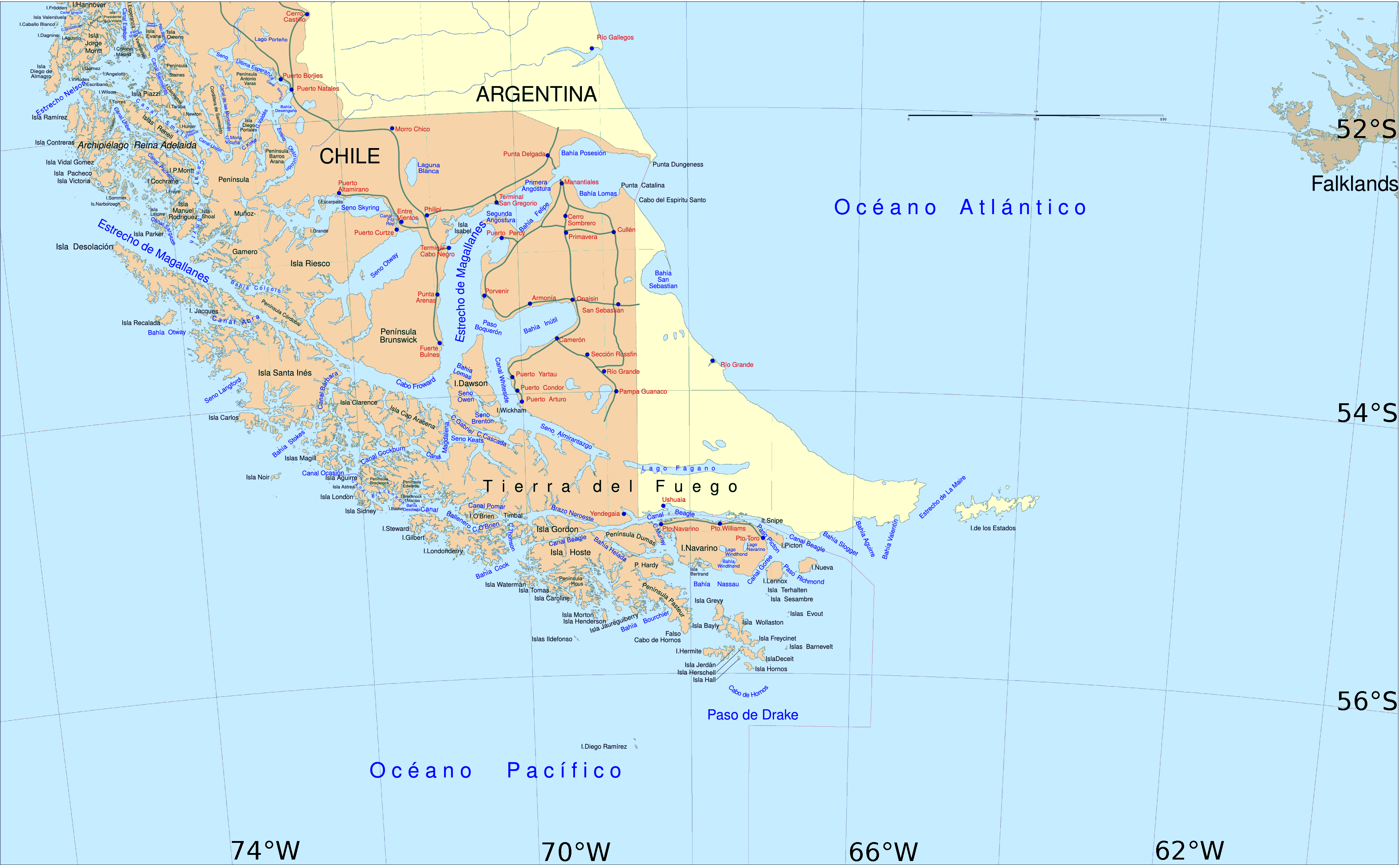
Der Süden Patagoniens und der durch die Magellanstraße abgetrennte Archipel